# Pârău lui Mihai, Alba
Pârău lui Mihai este un sat în comuna Vințu de Jos din județul Alba, Transilvania, România. La recensământul din 2002 avea o populație de 111 locuitori.